# Pachycordyle napolitana
Pachycordyle napolitana är en nässeldjursart som beskrevs av Weismann 1883. Pachycordyle napolitana ingår i släktet Pachycordyle och familjen Oceanidae. Inga underarter finns listade i Catalogue of Life.